# 本川町停留場
本川町停留場（ほんかわちょうていりゅうじょう、本川町電停）は、広島市中区本川町二丁目にある広島電鉄本線の停留場である。駅番号はM10。
1944年（昭和19年）までは横川線が分岐する停留場であった。

## 歴史
当停留場は1912年（大正元年）12月、本線が己斐まで路線を延伸させた際に左官町停留場（さかんちょうていりゅうじょう）として開設された。開業当時、本線の軌道は相生橋を渡ると当停留場付近で南に折れ、南下して西国街道を横切った後、さらに西へ折れて土橋方面へ向かうという経路をとっていた。特にこの区間は幅の狭い道路上に軌道が敷設され、また半径の小さいカーブが連続していたため、電車の運行上ボトルネックとなっていた。
左官町から西、十日市町停留場へ向かう線路は1917年（大正6年）に横川線として開通、当停留場は本線と横川線が分岐する停留場となった。ただ1943年（昭和18年）に土橋停留場を起点として江波線が開通すると、ボトルネックを解消して電車の円滑な運行を助けるために、十日市町と土橋を短絡して江波線と横川線を直接結ぶ新たな路線の建設が進められる。結局この路線は翌年の1944年（昭和19年）に開通、これにより横川線の十日市町を経由して土橋に至る新しい経路が通じ、こちらが本線に組み込まれた。同時に左官町から南下し土橋に向かっていたかつての本線は廃止、横川線との分岐駅は十日市町に移ることとなった。
翌年の1945年（昭和20年）8月6日、広島市への原子爆弾投下により路線は被害を受け休止される。それでも己斐方面から復旧がなされ、本線は同年中に運行を再開した。このとき相生橋の西詰から当停留場を経て十日市町へ向かう区間の線路は戦前と同じ位置で復旧されたが、当停留場を境に相生橋方面は本線として、十日市町方面は横川線として後から建設された経緯を持つために両方の線路は一直線上にはなく、左右に蛇行していた。これを解消するため、1956年（昭和31年）に同区間の軌道が移設・直線化されている。その後1965年（昭和40年）4月1日には広島市が市内の町名変更を実施、左官町が本川町に改称されたのに伴い停留場も本川町停留場に改称された。

### 年表
- 1912年（大正元年）12月8日：本線が己斐まで開業したのに合わせ、左官町停留場として開業[4]。
- 1917年（大正6年）11月1日：横川線が左官町 - 三篠間で開業。横川線との分岐点になる[4]。
- 1944年（昭和19年）12月26日：本線の左官町 - 土橋間が横川線の十日市町を経由する経路に切り替わる[4]。
- 1945年（昭和20年）
  - 8月6日：原爆投下により休止[6]。
  - 8月23日：本線が十日市町から左官町まで復旧[7]。
  - 9月7日：本線が当停留場から八丁堀停留場まで復旧[4]。
- 1965年（昭和40年）4月1日：広島市内の町名変更に伴い、本川町停留場に改称[4][8]。
- 1996年（平成8年）10月：駅番号「M11」を付与[9]。
- 2003年（平成15年）4月20日：7号線の運行が復活し、当停留場にも乗り入れる。
- 2013年（平成25年）2月15日：9号線の運行が八丁堀停留場から江波停留場まで延長され、当停留場にも乗り入れる。
- 2025年（令和7年）8月3日：駅番号を「M10」へ変更[10]。

## 停留場構造
本線はほぼすべての区間で軌道が道路上に敷設された併用軌道で、当停留場も道路上にホームが設けられている。ホームは低床式で上下2面あり、東西方向に伸びる2本の線路を挟んで向かい合わせに配置されている（相対式ホーム）。線路の北側に広島駅方面の上りホーム、南側に広電西広島（己斐）駅方面の下りホームがある。

### 運行系統
当停留場には広島電鉄が運行する系統のうち、2号線、3号線、6号線、7号線、9号線、それに0号線が乗り入れる。
| 上りホーム （紙屋町方面）   | 2号線 · 6号線         | （八丁堀経由）広島駅ゆき                 |  |
| 上りホーム （紙屋町方面）   | 7号線                 | （広電本社前経由）広島港（宇品）ゆき     |  |
| 上りホーム （紙屋町方面）   | 3号線 · 0号線         | 日赤病院前ゆき                           |  |
| 上りホーム （紙屋町方面）   | 3号線 · 7号線 · 0号線 | 広電本社前ゆき                           |  |
| 上りホーム （紙屋町方面）   | 9号線                 | 白島ゆき                                 |  |
| 下りホーム （十日市町方面） | 2号線                 | （広電西広島（己斐）経由）広電宮島口ゆき |  |
| 下りホーム （十日市町方面） | 2号線 · 3号線         | 広電西広島（己斐）ゆき                   |  |
| 下りホーム （十日市町方面） | 6号線 · 9号線         | 江波ゆき                                 |  |
| 下りホーム （十日市町方面） | 7号線                 | 横川駅ゆき                               |  |

## 停留場周辺
北には広島電鉄の中央変電所がある。これは原爆投下により破壊された櫓下変電所に代わって1947年（昭和22年）11月に設置、稼働を始めた。当地も爆心地に近く、南にある広島市立本川小学校は原爆で焼け残った旧校舎の一部や地下室を展示施設に転用し、本川小学校平和資料館として活用している。
その他の周辺施設
- 季節料理ながせ
- エバーグリーンホステル
- 広島平和記念公園
- 広島記念病院
- ゲバントホール

## 隣の停留場
広島電鉄
本線
原爆ドーム前停留場 (M09) - 本川町停留場 (M10) - 十日市町停留場 (M11)